# Complexo militar de Gambut
A Complexo militar de Gambut, conhecida como RAF Gambut, é um complexo de seis aeródromos militares abandonados na Líbia, a cerca de 5 quilómetros a nordeste da vila de Kambut, e a 55 quilómetros a sudeste de Tobruk. Durante a Segunda Guerra Mundial, este complexo foi um local muito importante usado pela Real Força Aérea e por um grande número de esquadrões, aquando da Campanha Norte-Africana. Ao longo da guerra, foi usado tanto pelos britânicos como pelos alemães.